# Публика
Публика (итал. pubblico, енгл. audience; фр. public) је мања или већа група људи која прати (гледаоци, слушаоци, посетиоци или учесници) неку представу, емисију, концерт, уметничко дело, такмичење, неку спортску утакмицу итд. Публика некада може да буде само једна особа. Публика је „конзумент“ одређеног (или одређених) догађаја.

## Врсте публике
Публика је утицала и утиче на развој различитих облицика уметности. Највећа уметничка форма су масовни медији. Неки догађаји позивају отворено учешће публике, док други омогућује само скромно пљескање публике.
Различите врсте уметности имају различите називе за публику. Nа пример: 
- Широка публика која „конзумира” књижевност и штампу зову се „читаоци“.
- Позориште, музика, сликарство, вајарство и филм имају своју публику која се зове, „гледаоци“.
- Видео-игре има своју публику, називају се „играчи“.
- Радио има своју публику, називају се „слушаоци“.
- ТВ има своју публику која се, зависно од врсте емисије, називају „гледаоци“ или „учесници“ (у забавним телевизијским програмима такмичарског карактера, Беовизија, квиз и тд.)

Остале врсте публике
- Постоји мања или већа група људи која је присталица неке идеје, неког спортског тима, неке политичке странке. То је исто врста публике која се назива „симпатизери“, „навијачи“, „присталице“.
- Постоји и друга врста публике, тзв. циљана публика (енгл. target audience) у маркетингу и оглашавању, што чини специфичну групу људи унутар циљаног тржишта.

### Посебна (стварна) публика
У реторици, нека публика зависи од околности и ситуације и карактеришу је појединци који чине публику. Понекад је ова публика подложна убеђивању и бави се идејама говорника. У распону величине и састава, ова публика се може окупити и формирати „композит“ више група.

#### Непосредна публика
Непосредна публика је тип публике који се састоји од појединаца који су лицем у лице субјекти са говорником и говорниковим реторичким текстом или говором. Ова публика директно слуша, ангажује се и конзумира реторички текст на непосредан начин. У мерењу непосредног пријема и повратних информација публике (мерење публике), говорник може се ослањати на личне интервјуе, аплаузе и вербалне коментаре дате током и након реторичког говора.

#### Посредована публика
За разлику од непосредне публике, посредовану публику чине појединци који конзумирају реторичке текстове на начин који се разликује од времена или места у коме говорник представља текст. Публика која конзумира текстове или говоре путем телевизије, радија и интернета сматра се посредованом публиком, јер ти медији раздвајају реторичара и публику. Таква публика је физички удаљена од публике и порука је контролисана. Разумевање величине и састава посредоване публике може бити тешко јер медији као што су телевизија, радио и интернет могу да изместе публику из времена и околности реторичког текста или говора. У мерењу посредованог пријема публике и повратних информација (пракса која се зове мерење публике), може се ослањати на анкете и оцене, као и на коментаре и форуме који могу бити истакнути на веб локацији. Ово се односи на поља као што су филмови, песме и још много тога. Постоје компаније које су специјализоване за мерење публике.

### Теоријска публика (замишљена)
Теоријска публика се замишља да би се помогло говорнику да састави, увежбава или критичару да разуме реторички текст или говор.

#### Самостална публика (самопромишљање)
Када реторичар дубоко разматра, преиспитује и промишља о садржају идеја које преноси, може се рећи да се ови појединци обраћају публици сами, или самопромишљају. Научници Чејм Перелман и Луси Олбрехт-Тајтека, у својој књизи Нова реторика: Трактат о аргументацији, тврде да је говорник „у бољој позицији од било кога другог да тестира вредност својих аргумената“. Сама публика, иако не служи као циљ свим реторичким циљевима или околностима, ипак делује као врста публике која не функционише само као функција самопомоћи, већ и као инструмент који се користи за откривање доступних средстава убеђивања.

#### Идеална публика
Идеална публика је говорникова замишљена, намењена публика. У стварању реторичког текста, говорник замишља да је циљна публика, група појединаца којој ће се обраћати, убеђивати или утицати на говор или реторички текст. Ова врста публике није нужно замишљена као најприхватљивија публика, већ као будућа конкретна публика са којом ће се ретор ангажовати. Замишљање такве публике омогућава ретору да формулише апеле који ће омогућити успех у ангажовању са будућом одређеном публиком. Разматрајући идеалну публику, говорник може замислити будуће услове посредовања, величину, демографију и заједничка уверења публике којој се обраћа.

#### Подразумевана публика
Подразумевана публика је имагинарна публика коју је ревизор или читалац одредио као конструисану публику текста. Подразумевана публика није стварна публика, већ она о којој се може закључити читањем или анализом текста. Стручњак за комуникације Едвин Блек, у свом есеју, Друга Персона, представља теоријски концепт имплицитне публике користећи идеју две персоне. Прва персона је подразумевана реторика (идеја говорника коју формира публика), а друга персона је подразумевана публика (идеја публике коју формира и користи се за убеђивање у говорној ситуацији). Критичар би такође могао да одреди шта текст жели да та публика постане или уради након реторичке ситуације.

#### На Интернету
Путем интернета сваком човеку се пружа могућност да учествује на различите начине. Интернет даје људима платформу да пишу и дођу до људи који су заинтересовани за оно о чему пишу. Када писци пишу онлајн, они су у могућности да формирају заједнице са људима са којима деле заједничке интересе. Публика коју људи покушавају да досегну може бити општа или специфична, све у зависности од тога о чему писац расправља у својим онлајн објавама. Публика мора да оде и провери шта писци пишу да би била у току са најновијим информацијама. Писци морају пронаћи своју нишу и напорно се потрудити да пробију пут у већ формирану заједницу. Публика до које писац досеже може да одговори на постове писаца и може да да повратне информације. Интернет омогућава да се ове везе формирају и негују. У књизи Here Comes Everybody аутора Клеја Ширкија, постоје различити примери како публика не само да прима садржај већ га заправо ствара. Интернет ствара шансу да особа буде део публике и стваралац у исто време.

## Учешће публике
Учешће публике се обично налази у представама које разбијају четврти зид. Примери укључују традиционалне британске пантомиме, станд-уп комедије и креативне сценске представе као што је Блу ман група.
Учешће публике може бити непријатно за поједине људе, али расте и еволуира као ново средство за активацију бренда и ангажовање бренда. У покушају да створе и ојачају посебну везу између брендова и њихових потрошача, компаније све више траже догађаје који укључују активно учешће публике. Организације често обезбеђују брендиране предмете учесницима догађаја који ће укључити публику у емисију, као и деловати као сувенири догађаја, стварајући трајну везу са брендом. На пример, током Супербола XLVIII, публика је била укључена у Супербол XLVIII шоу на полувремену као део светлосних ефеката. Пепси је укључио гледаоце тако што им је дао „видео скијашке капе“ које су произвеле визуелне ефекте у маси. Директније обраћајући се људима и емоцијама, брендови могу добити повратне информације од својих потрошача. Компаније које пружају или траже таква искуства односе се на термин „активација масе“. На пример, предузеће Опипљива интеракција је једну од својих филијала назвало Активација масе, а PixMob се на својој веб страници назива компанијом за активацију публике.

## Реакције публике
Публика различито испољава своје емоције на дате догађаје које посматра, на пример:
- Аплауз је пљесак руку публике који произилази као награда или емоционални одговор на квалитет догађаја којег прати. То је показатељ успешности неке представе, концерта...[22] Степен задовољства публике мери се дужином и јачином аплауза, па се каже „буран аплауз“, „громогласан аплауз“ и тд.
  - Чести су повици одушевљене публике, као нпр: „Браво!“ На концертима озбиљне музике одушевљена публика тражи од извођача да јој још свира или пева узвиком: „Бис!“. На рок и фолк концертима публика изражава одушевљење звиждуцима, аплаузима, певањем и подизањем руку.
- Звиждање и негодовање је негативни одговор публике на садржај догађаја који прати.
- Насиље је брутално и физичко учешће публике као њен крајње негативни одговор на садржај догађај који прати. У задње време, нажалост, овај начин реаговања публике веома је чест у спорту.